# 101462 Tahupotiki
101462 Tahupotiki è un asteroide della fascia principale. Scoperto nel 1998, presenta un'orbita caratterizzata da un semiasse maggiore pari a 2,3640358 au e da un'eccentricità di 0,1870069, inclinata di 3,21827° rispetto all'eclittica.